# Ekspresja płciowa

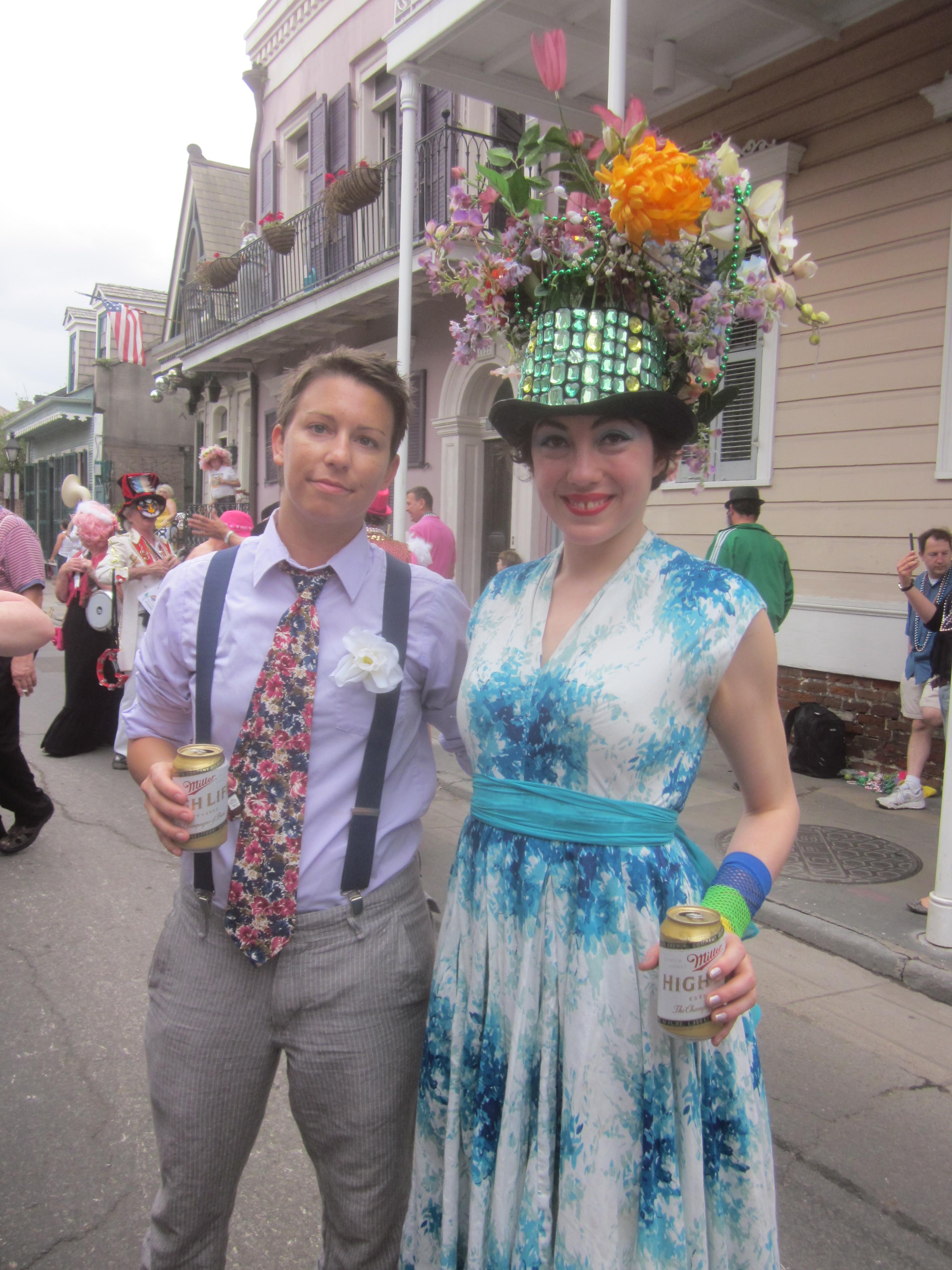
Dwie kobiety; po lewej o męskiej, a po prawej o kobiecej ekspresji płciowej.

Ekspresja płciowa (ang. gender expression) – sposób prezentowania się w społeczeństwie poprzez zachowania, sposób bycia, zainteresowania i wygląd człowieka, które są związane z płcią w konkretnym kontekście kulturowym, a konkretnie z kategoriami kobiecości lub męskości. Zalicza się do tego również role płciowe. Kategorie te opierają się na stereotypach dotyczących płci. Bardzo często przemoc oznaczana jako homo- lub transfobiczna spowodowana jest negatywną oceną ekspresji płciowej ofiary przez agresora, a osoba poszkodowana nie musi wcale przynależeć do społeczności LGBT.

## Definicje
Ekspresja płciowa na ogół odzwierciedla tożsamość płciową danej osoby (jej wewnętrzne poczucie własnej płci), choć nie zawsze tak jest. Jest ona odrębna i niezależna zarówno od orientacji seksualnej, jak i płci przypisanej przy urodzeniu. Rodzaj ekspresji płci, który jest uważany za nietypowy dla postrzeganej zewnętrznie płci danej osoby, można określić jako niezgodny z płcią. 
U mężczyzn i chłopców, typowa lub męska ekspresja płciowa jest często opisywana jako męska, podczas gdy nietypowa lub kobieca ekspresja jest określana jako zniewieściała. U dziewcząt i młodych kobiet nietypowo męska ekspresja nazywana jest chłopięcą. U lesbijek i queer kobiet męskie i żeńskie wyrażanie się jest znane odpowiednio jako butch i femme. Mieszanina typowej i nietypowej ekspresji może być określona jako androgyniczna. Rodzaj ekspresji, który nie jest postrzegany jako typowo kobiecy lub męski, można opisać jako neutralny płciowo lub niezróżnicowany.
Pojęcie ekspresji płci jest zawarte w Zasadach Yogyakarty, które odnoszą się do wdrażania międzynarodowych praw człowieka w odniesieniu do orientacji seksualnej, tożsamości płciowej, ekspresji płciowej i cech płciowych. 